# حميد جاسميان
حميد جاسميان، من مواليد 25 أغسطس 1936م، نشأ في مدينة عبادان الإيرانية، ولعب مع أندية عبادان شاهين ونادي تاج وبرسبوليس، كما شارك مع منتخب بلاده في دورة الألعاب الآسيوية سنة 1966م.